# Ujung Batu (Barus)
Ujung Batu is een bestuurslaag in het regentschap Tapanuli Tengah van de provincie Noord-Sumatra, Indonesië. Ujung Batu telt 786 inwoners (volkstelling 2010).